# イスマーイール・サーマーニー
イスマーイール・サーマーニー（849年5月 - 907年11月24日、ペルシア語:  ابو ابراهیم اسماعیل بن احمد سامانی, ラテン文字転写: Abū Ibrāhīm Ismā'īl ibn-i Aḥmad-i Sāmāni、タジク語: Исмоили Сомонӣ）は、サーマーン朝のアミールである。マー・ワラー・アンナフル（統治期間：892年 - 907年）とホラーサーン（統治期間：900年 - 907年）を支配した。イスマーイール時代に、サーマーン朝は全盛期を迎えた。姓はソモニとも表記され、タジキスタンの通貨名に採用されている。

## 略歴

### 事実上のサーマーン朝のアミール
イスマーイールはサーマーン・フダーを先祖に持つアフマド・イブン・アサドの子供として生まれた。サーマーン・フダーは、ゾロアスター教からイスラームへ改宗したとされる。
イスマーイールの兄であるナスルの統治時代に、ブハラを攻略し、ホラズムの支配からブハラを解放した。イスマーイールはブハラを拠点に活動を展開することとなった。イスマーイールはブハラから上がる税収を兄ナスルの元に送らなかったことから、兄弟間での対立が起きた。ナスルの権威はアッバース朝のカリフに依拠しており、アッバース朝もマー・ワラー・アンナフルの統治者をナスルと認識していたことから、イスマーイールは事実上の王朝の統治者として君臨せざるを得なかった。また、サッファール朝もマー・ワラー・アンナフルの支配を目論んでいたことも事実上の統治者として君臨せざるを得なかったこともある。
892年、兄ナスルが死亡したことにより、事実上から名実ともにサーマーン朝のアミールとなった。

### サーマーン朝の全盛期

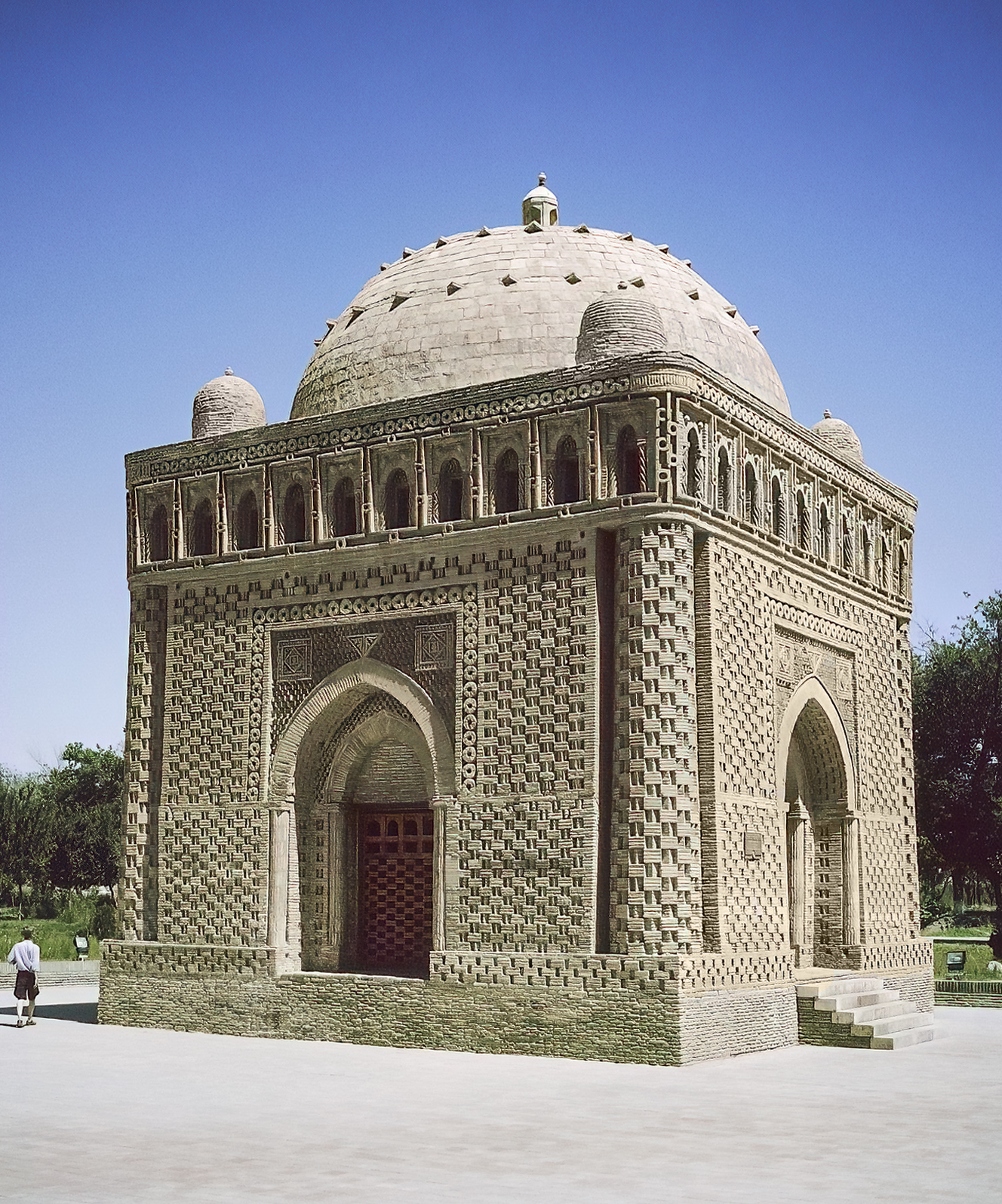
ブハラのイスマーイール・サーマーニー廟

イスマーイールは自らの勢力範囲を急速に、北及び東に拡大した。イスマーイールが拠点としたブハラは、サーマーン朝の首都となり、東方イスラーム世界で当時最も栄えた都市の1つとなった。当時のブハラには、学者、芸術家、法学者が集った。
893年、カルクーク・テュルクの拠点であったタラズを落とすと同時に、ウストゥルシャナ朝（en）を滅ぼすことに成功した。この時期に、イスマーイールとサーマーン朝の統治者たちは30,000のテュルクの帷幕をイスラームに改宗させている。イスマーイールは周辺の部族の協力を得ることで中央アジア一帯へ勢力を拡大することに成功した。北への勢力拡大に貢献したのはホラズムであった。
ナスルが死亡した後でさえも、イスマーイールはトランスオクシアナの統治者として認められていなかった。サッファール朝の統治者であったアムル・イブン・アル＝ライスは、バグダードにいるカリフのもとに使節を派遣し、トランスオクシアナの支配権を自身に付与することを求めていた。アッバース朝のカリフ・ムウタディドは、サーマーン朝とサッファール朝の衝突で共倒れになることを希望していた節があり、898年、ムウタディドはサッファール朝の要望を受け入れた。
アッバース朝の権威を獲得したアムルの軍隊は北進を開始し、900年、両勢力はアムダリヤ川の南方で武力衝突した。その年の春、アムルはイスマーイールに捕縛された。イスマーイールはアムルに対し、トランスオクシアナの支配権を譲渡することを希望したが、アムルはそれを拒否したため、アムルをカリフの下に送った。その結果、ムウタディドは、タバリスタン（en、カスピ海南岸の都市）、レイ（en）、エスファハーンをサーマーン朝の統治下に置くことを認めた。
イスマーイールは、アッバース朝の権威を徹底的に利用することを決め、タバリスタンを支配していたアラヴィー朝を打ち破ることに成功した。しかし、イスマーイール傘下の将軍であるムハンマド・イブン・ハールーンが反乱を起こした。イスマーイールはタバリスタンに軍隊を派遣し、ムハンマドをダイラム人（en）が居住する地域へ追いやることに成功することで、カスピ海南岸を支配下に置くことを完成させた。しかし、イスマーイールは、ムウタディドに贈り物を贈ったものの、恒常的に税収を支払うことはなかった。アッバース朝からの独立を企図していた。
907年、イスマーイールは長い闘病生活の後、死亡した。彼の遺体はブハラに建設されたイスマーイール・サーマーニー廟に埋葬された。後を継いだのは息子のアフマド・サーマーニーである。

## 関連項目

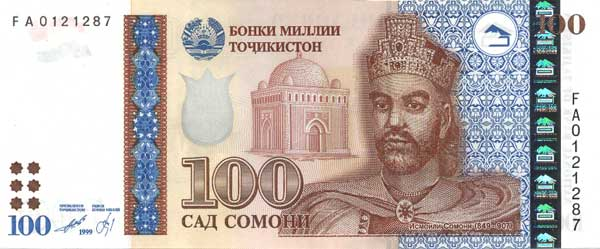
100ソモニ